# 满铁新京支社
南满洲铁道株式会社于1936年10月设立满铁新京事物局。1938年4月，改设满铁新京支社。1944年2月，满铁本社的大部分机构从大连迁至新京，进驻满铁新京支社大楼。同年11月，满铁新京支社撤销。
满铁新京支社大楼位于今长春市人民大街81号，站前广场西南方。大楼由满铁工事课太田宗太郎设计，采用钢筋混凝土框架结构，主体四层，局部五层，地下一层，建筑面9724平方米，于1936年7月建成。
该楼是长春满铁附属地内规模最大、高度最高、第一个设有电梯的建筑。建筑外墙底部砌筑蘑菇石，腰线以下及车廊入口用青色花岗岩贴面，腰线之上贴土黄色面砖，入口上方有六条突起的竖向装饰线条，车廊侧面也各有二条突起的装饰与之相呼应。
1945年日本战败投降后，大楼曾为中国长春铁路理事会驻地；1953年以后为沈阳铁路局长春铁路分局、沈阳铁路局长春铁路办事处使用。2000年在原楼顶另加建两层，立面改贴砖红色面砖。此楼现为长春市文物保护单位。